# Speak No Evil (film 2022)
Speak No Evil (Gæsterne) è un film del 2022 diretto da Christian Tafdrup.

## Trama
Durante una vacanza in Toscana con la loro figlioletta Agnes, i danesi Bjørn e Louise conoscono Patrick e Karin, coppia olandese in vacanza insieme al piccolo Abel. Le due famiglie passano molti piacevoli momenti insieme, scambiandosi anche i rispettivi recapiti. Qualche mese dopo il loro ritorno in Danimarca, Bjørn e Louise ricevono un invito dagli olandesi, i quali li vorrebbero ospitare per un weekend. La distanza in auto fra le due nazioni non è molta e così, nonostante li conoscano poco e si rendano comunque conto di correre un rischio, i due si recano dai nuovi amici insieme alla loro bambina. All'arrivo vengono accolti in maniera calorosa in una casa abbastanza piccola (nonostante Patrick avesse affermato di essere un medico), ma confortevole; Bjørn e Louise dormiranno nella camera degli ospiti, Agnes insieme ad Abel. Il bambino appare tuttavia molto taciturno e poco contento di vederli. 
La prima sera, Abel spaventa Bjørn mostrandogli la sua lingua parzialmente mancante: Patrick afferma infatti che il bambino è nato con una patologia riguardante proprio la mancanza di parte dell'organo linguale. Nella giornata successiva, gli ospiti cominciano a sentirsi sempre più a disagio: non solo il bambino è poco accogliente con Agnes, ma anche gli adulti iniziano poco a poco ad assumere atteggiamenti autoritari e ostili, fino a organizzare una cena per soli adulti costringendo così Bjørn e Louise a lasciare Agnes a casa con un baby sitter che neanche conoscono. Quella sera, Patrick risulta più ostile del solito verso il vegetarianismo di Louise; inoltre gli olandesi si lasciano andare a un ballo lascivo, scandalizzando i loro ospiti, e durante il ritorno mantengono la musica a un volume eccessivamente alto nonostante le proteste di Louise. Quella notte, inoltre, Patrick spia Bjørn e Louise mentre hanno un rapporto sessuale.
Qualche ora più tardi, Louise scopre che Agnes sta dormendo nel letto coi padroni di casa completamente nudi: la prende con sé e, dopo aver svegliato il marito, lo obbliga ad andare via. Dopo alcuni chilometri, i tre ritornano indietro, dal momento che Agnes non trova più il suo peluche preferito: una volta ritornati da Patrick e Karin, i danesi hanno un confronto con loro, i quali però gli chiedono di restare per godere un'ultima grande giornata insieme. Le cose sembrano effettivamente andare meglio: i due uomini, le due donne e i bambini passano bellissimi momenti insieme. Tuttavia la situazione torna a farsi tesa all'ora di pranzo, quando Patrick rivela di non essere realmente un medico bensì disoccupato e Karin inizia a comportarsi come se Agnes fosse sua figlia. Quando poi i bambini si esibiscono insieme in una piccola coreografia, Patrick diventa particolarmente violento contro Abel, scioccando Bjørn e soprattutto Louise, che si sente male dopo questa scena.
Quella notte Bjørn viene svegliato da un litigio fra Patrick e Abel. Alzatosi, l'uomo scopre che Karin e Patrick conservano nella propria soffitta decine di foto con altre famiglie: insieme a loro due c'è sempre un bambino diverso e dall'altro lato c'è sempre una coppia con un figlio. In una delle foto c'è anche Abel, ma dalla posizione sembrerebbe far parte di un'altra famiglia. Continuando a indagare, Bjørn rinviene il cadavere di Abel affogato nella vasca idromassaggio. L'uomo sveglia moglie e figlia e le porta via in macchina, senza dir loro cosa ha visto. Dopo alcuni chilometri, pensando di essere seguiti, la coppia lascia la strada entrando in un terreno sterrato, qui la macchina si impantana. Bjørn cerca aiuto in una casa vicina senza trovare nessuno e al ritorno scopre che Louise, ignara delle precedenti scoperte del marito, ha chiamato Patrick e Karin per chiedere soccorso. Patrick obbliga Bjørn a salire in macchina, promettendogli la salvezza in cambio di obbedienza.
Il viaggio in auto tuttavia è più lungo del previsto: Karin è inoltre armata di un paio di forbici e, dopo essersi dimostrato verbalmente più aggressivo del solito, Patrick arriva addirittura a picchiare selvaggiamente Bjørn. Arrivati in un luogo prestabilito, le due famiglie vengono raggiunte da Muhajid, il babysitter di qualche giorno prima: questi strappa Agnes ai genitori e, con l'aiuto di Patrick e Karin, taglia parte della lingua alla bambina, riducendola nelle stesse condizioni di Abel. I tentativi di Bjørn di ribellarsi sono vani, Patrick lo picchia. Una volta completati rapimento e mutilazione della piccola, Patrick e Karin portano le due vittime in una cava isolata, dove rivelano loro di avergli fatto tutto questo semplicemente perché "loro stessi glielo avevano permesso". Dopo averli fatti denudare, i due li spingono a scendere in una depressione per poi lapidarli a morte. I due assassini si godono lo spettacolo abbracciati in maniera romantica, per poi riprendere ad accalappiare famiglie in vacanza, fingendo che Agnes sia figlia loro.

## Produzione
Il film nasce da un'idea del regista di combinare i generi thriller, horror e drammatico fra di loro inserendo anche alcune tematiche sociali. Per la produzione del film sono stati investiti circa 2,8 milioni di euro. Il film è stato girato fra Italia (Volterra e Montecatini Val di Cecina), Paesi Bassi e Danimarca durante la pandemia di Covid-19, il che ha comportato diverse interruzioni alle riprese a causa delle norme imposte dai vari governi in vari momenti.

## Distribuzione
Presentato per la prima volta al Gothenburg Film Festival nel 2021, il film è stato successivamente corteggiato da diversi produttori, approdando nei cinema e nel mercato on demand nel settembre 2022. Il 22 gennaio 2022 l'opera è stata invece presentata al Sundance Film Festival.

## Accoglienza

### Pubblico
Al 7 novembre 2022, il film ha incassato 8 904 531 $ al botteghino.

### Critica
Sull'aggregatore Rotten Tomatoes il film riceve il 84% delle recensioni professionali positive con un voto medio di 7,5 su 10 basato su 98 critiche, mentre su Metacritic ottiene un punteggio di 78 su 100 basato su 17 critiche.

## Riconoscimenti
| Premio                                                        | Categoria                         | Ricevente         | Risultato       | Fonte  |
| ------------------------------------------------------------- | --------------------------------- | ----------------- | --------------- | ------ |
| Ostend Film Festival                                          | Best Coproduction                 | Speak No Evil     | Candidato/a     | [ 10 ] |
| Seattle International Film Festival                           | Best Film                         | Speak No Evil     | Candidato/a     | [ 11 ] |
| Chicago Film Critics Association                              | Narrative Feature                 | Speak No Evil     | Candidato/a     | [ 12 ] |
| Filmfest München                                              | Best Film by an Emerging Director | Christian Tafdrup | Candidato/a     | [ 13 ] |
| Bucheon International Fantastic Film Festival                 | Best Director Choice              | Christian Tafdrup | Vincitore/trice | [ 14 ] |
| MOTELx – Festival Internacional de Cinema de Terror de Lisboa | Best European Feature Film        | Speak No Evil     | Vincitore/trice | [ 15 ] |
| Sitges Film Festival                                          | Best Motion Picture               | Speak No Evil     | Candidato/a     | [ 16 ] |

## Remake
Il 13 settembre 2024 è stato distribuito nei cinema Speak No Evil - Non parlare con gli sconosciuti, remake americano del film, realizzato dalla Blumhouse Productions e con protagonista James McAvoy.
Nonostante sia un remake il film di produzione americana ha un finale completamente diverso dall'originale.